# Maria Flinck
Maria Flinck född 1957, är en svensk konsthistoriker och etnolog.
Flinck ägnar sig åt trädgårdshistoria och har bland annat inventerat trädgårdar i Stockholms innerstad.

## Priser och utmärkelser
- Augustpriset 1995